# Спинная сухотка
Спинна́я сухо́тка (лат. tabes dorsalis) — форма позднего нейросифилиса (третичного сифилиса). Характеризуется медленно прогрессирующей дегенерацией задней колонны, задних корешков и ганглия спинного мозга. Клинические исследования показали устойчиво низкую распространённость нейросифилиса среди заболеваний, передающихся половым путём.

## Патологическая анатомия и патогенез
Патологический процесс начинается в спинальных нервах, а затем распространяются на ганглии. Изменения в спинальных нервах и ганглиях проявляются атрофией. Затем процесс переходит на вещество спинного мозга. В основном страдают его задние столбы.

## Клиническая картина
Выделяют 3 стадии протекания спинной сухотки.
1 стадия, невралгическая, характеризуется поражением нервных волокон и ганглиев. Для неё характерен целый ряд симптомов — боль как в соответствующих поражённым нервным корешкам дерматомах, так и внутренних органах, парестезии, гиперпатия и дизэстезия. Эти явления постепенно нарастают.
2 стадия, атактическая, характеризуется присоединением сенситивной атаксии. В поражённых задних столбах спинного мозга проходят пучки Голля и Бурдаха, которые отвечают за глубокую чувствительность. В результате больной теряет ощущение опоры, изменяется походка. Больной ходит как по резиновой поверхности, не ощущая опоры. Больной «штампует» каждый свой шаг. К этим явлениям присоединяется гипотония мышц.
3 стадия, паралитическая, характеризуется арефлексией сухожилий нижних конечностей, полной утратой глубокой мышечно-суставной чувствительности. В результате пропадает ощущение положения тела в пространстве, развивается астереогноз. Больной теряет способность передвигаться.